# Руис Роман, Мария
Мария Руис Роман (исп. María Ruiz Román, также известная как Мери (исп. Mery); 13 июня 1983, Мадрид) — испанская футболистка, нападающая.

## Биография
Начала взрослую карьеру в мадридском клубе «Лурдес», но вскоре перешла в «Эстудиантес» (Уэльва).
В 2004 году уехала на учёбу в США, где в течение четырех сезонов выступала за команду «Парк Юнивёсити Пайретс» из штата Миссури в студенческой лиге NAIA и за это время стала автором 109 голов. По числу голов за всю историю занимает второе место в своём клубе после Леи Снайдер (119) и 12-е в истории всей лиги (по состоянию на 2018 год). В 2018 году была включена в зал славы своей команды. Часть сезона 2006 года провела в испанском клубе второго дивизиона «Спортинг» (Уэльва) и помогла ему выйти в высший дивизион.
В 2007 году выступала за «Индиану», с которой стала победительницей полупрофессиональной лиги WPSL и признана лучшим игроком «финала четырёх». В 2008 году в составе «Индианы» участвовала в W-лиге и стала финалисткой соревнований, а также победительницей национального Кубка. В 2009 году играла за другой американский клуб, «Баффало Флэш», с которым вышла в стадию плей-офф, где её клуб уступил «Индиане». Мария Руис стала одной из первых испанских футболисток, наряду с Лаурой дель Рио, игравшей за границей в профессиональном клубе.
В сезоне 2009/10 снова выступала в Испании и в составе «Эспаньола» стала обладательницей Кубка и финалисткой чемпионата страны.
В 2010 году перешла в российский клуб «Звезда-2005» (Пермь). Дебютный матч в чемпионате России сыграла 13 июля 2010 года против «Россиянки», а первый гол забила 17 октября 2010 года в ворота «Энергии». В составе «Звезды» стала бронзовым призёром чемпионата страны 2010 года и обладательницей Кубка России, а также четвертьфиналисткой Лиги чемпионов. Летом 2012 года перешла в «Зоркий», провела в клубе три сезона и становилась чемпионкой (2012/13) и серебряным призёром (2014) чемпионата России. Заняла второе место в споре бомбардиров чемпионата России 2014 года (7 голов). В 2015 годах выступала за «Кубаночку», с которой стала финалисткой Кубка России. Всего за период выступлений в России сыграла 90 матчей (28 голов) в чемпионатах страны и 14 матчей (4 гола) в Лиге чемпионов.
С 2016 года выступала за испанский клуб второго дивизиона «Такон», была его капитаном. По итогам сезона 2018/19 клуб заслужил право на выход в высший дивизион, после этого спортсменка завершила карьеру. С 2018 года также была представителем в Ассоциации футболистов Испании.
Несмотря на успехи на клубном уровне, Мария Руис никогда не играла за национальную сборную Испании.